# Lymantriades tjamba
Lymantriades tjamba är en fjärilsart som beskrevs av Collenette 1947. Lymantriades tjamba ingår i släktet Lymantriades och familjen tofsspinnare. Inga underarter finns listade i Catalogue of Life.